# Большаково (Владимирская область)
Большаково — деревня в Ковровском районе Владимирской области России, входит в состав Малыгинского сельского поселения.

## География
Деревня расположена в 13 км на север от центра поселения деревни Ручей и в 18 км на северо-запад от райцентра города Ковров близ границы с Ивановской областью, остановочный пункт Большаково на железнодорожной линии Новки — Иваново.

## История
После Великой Отечественной войны деревня входила в состав Большевсегодичского сельсовета, с 2005 года — в составе Малыгинского сельского поселения.

## Население
| 2002 | 2010 | 2021 |
| ---- | ---- | ---- |
| 17   | ↘9   | →9   |